# Książ Wielkopolski (gmina)
Książ Wielkopolski est une gmina mixte du powiat de Śrem, Grande-Pologne, dans le centre-ouest de la Pologne. Son siège est la ville de Książ Wielkopolski, qui se situe à environ 15 km à l'est de Śrem, siège du powiat, et à 43 km au sud-est de la capitale régionale Poznań.
La gmina couvre une superficie de 147,92 km2 pour une population de 8 521 habitants en 2011.

## Géographie

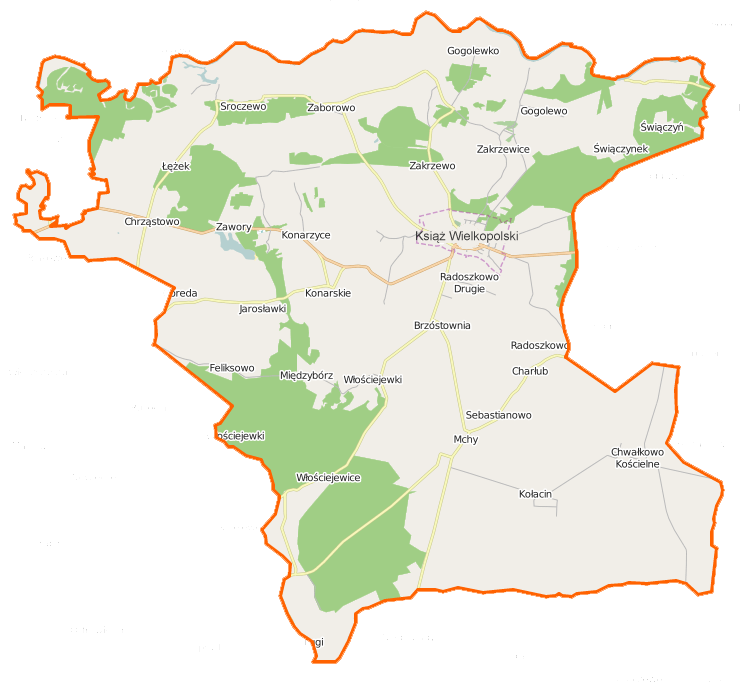
Plan de la gmina.

Outre la ville de Książ Wielkopolski, la gmina inclut les villages de:
- Brzóstownia
- Charłub
- Chrząstowo
- Chwałkowo Kościelne
- Feliksowo
- Gogolewko
- Gogolewo
- Jarosławki
- Kiełczyn
- Kiełczynek
- Kołacin
- Konarskie
- Konarzyce
- Łężek
- Ługi
- Mchy
- Międzybórz
- Obreda
- Radoszkowo
- Radoszkowo Drugie
- Sebastianowo
- Sroczewo
- Świączynek
- Świączyń
- Włościejewice
- Włościejewki
- Zaborowo
- Zakrzewice
- Zakrzewo
- Zawory

### Gminy voisines
La gmina de Książ Wielkopolski est bordée des gminy de :
- Dolsk
- Jaraczewo
- Krzykosy
- Nowe Miasto nad Wartą
- Śrem
- Zaniemyśl

## Structure du terrain
D'après les données de 2002, la superficie de la commune de Książ Wielkopolski est de 147,87 km², répartis comme tel :
- terres agricoles : 67%
- forêts : 23%

La commune représente 25,73% de la superficie du powiat.

## Démographie
Données du 31 décembre 2009 :
| Description        | Total  | Total | Femmes | Femmes | Hommes | Hommes |
| ------------------ | ------ | ----- | ------ | ------ | ------ | ------ |
| Unité              | Nombre | %     | Nombre | %      | Nombre | %      |
| population         | 8 479  | 100   | 4 219  | 50     | 4 260  | 50     |
| Densité (hab./km²) | 57,2   | 57,2  | 28,6   | 28,6   | 28,6   | 28,6   |